# Stenopsyche kharbinica
Stenopsyche kharbinica är en nattsländeart som beskrevs av Navás 1930. Stenopsyche kharbinica ingår i släktet Stenopsyche och familjen Stenopsychidae. Inga underarter finns listade i Catalogue of Life.